# Hải Trung
Hải Trung là một xã thuộc huyện Hải Hậu, tỉnh Nam Định, Việt Nam.

## Địa lý
Xã Hải Trung có diện tích 7,16 km², dân số năm 2022 là 13.545 người, mật độ dân số đạt 1.891 người/km².

## Hành chính
Xã Hải Trung được chia thành 19 đội.